# Susan Price
Susan Price (ur. 8 lipca 1955) – brytyjska pisarka, twórczyni literatury dla dzieci i młodzieży, autorka powieści fantasy i science fiction.
Otrzymała nagrody literackie: Carnegie Medal (za powieść The Ghost Drum) i Guardian Award (za powieść The Sterkarm Handshake).

## Dzieła

### Powieści
- The Devil's Piper (1973)
- Twopence a Tub (1975)
- Sticks and Stones (1976)
- Home from Home (1977)
- Christopher Uptake (1981)
- In a Nutshell (1983)
- Ghosts at Large (1984)
- Odin's Monster (1986)

Seria Ghost World
1. The Ghost Drum (1987)
2. Ghost Song (1992)
3. Ghost Dance (1993)

- Master Thomas Katt (1988)
- The Bone Dog (1989)
- Phantom from the Past (1989)
- A Feasting of Trolls (1990)
- Forbidden Doors (1991)
- Knocking Jack (1992)
- Foiling the Dragon (1994)
- Coming Down to Earth (1994)
- Hauntings (1995)

Seria Elfgift
1. Elfgift (1995)
2. Elfking (1996)

- The Saga of Aslak (1997)
- Nightcomers (1997)
- A True Spell and a Dangerous (1998)
- Ghosts and Lies (1998)

Seria Sterkarm
1. The Sterkarm Handshake (1998)
2. A Sterkarm Kiss (2003)

- The Ghost Wife (1999)
- The Elves and the Shoemaker: Big Book (1999)
- Telling Tales (1999)
- The Wolf-sisters (2001)
- The Bearwood Witch (2001)
- Hairy Bill (2002)
- The King's Head (2002)
- The Wolf's Footprint (2003)

Seria Olly Spellmaker
1. Olly Spellmaker and the Hairy Horror (2004)
2. Olly Spellmaker and the Sulky Smudge (2004)
3. Elf Alert! (2005)

Trylogia Odin
1. Odin's Voice (2005)
2. Odin's Queen (2006)
3. Odin's Son (2007)

- Feasting the Wolf (2007)

### Zbiory opowiadań
- The Carpenter: And Other Stories (1981)
- Haunting Christmas Tales (1991, wraz z 8 innymi autorami)
- Thirteen More Tales of Horror (1994, wraz z 7 innymi autorami)